# Miss Universe
Miss Universe er en årlig international skønhedskonkurrence, der arrangeres af Miss Universe Organization. Miss Universe er sammen med Miss World, Miss International, Miss Supranational og Miss Grand International en af "De Grand Slam" skønhedskonkurrencer i verden. Konkurrencen blev grundlagt i 1952 af det californiske tøjmærke Pacific Mills. Arrangementet blev overtaget af Kayser-Roth og senere af Gulf+Western Industries, før det blev overtaget af Donald Trump i 1996. Showet sendes i USA på tv-netværket NBC og samtidig på det spansksprogede Telemundo og sendes som webcast på Xbox Live.
Efter Donald Trump overtog selskabet bag arrangementet skiftede arrangøren i 1998 navn fra Miss Universe, Inc. til Miss Universe Organization og hovedkvarteret flyttede fra Los Angeles i Californien til New York City. Trump skiftede ud i medarbejderen i organisationen og skiftede tillige logo for konkurrencen. Det nye logo "kvinden med stjernerne" repræsenterer kvinders skønhed og ansvarsbevidsthed over hele Universet.
I 2015 solgte Donald Trump konkurrencen til WME/IMG, og konkurrencen er fra 2015 blevet transmitteret af FOX.
Danske deltagere udvælges og forberedes af Miss Danmark Organisationen, med den danske producer og tidligere Miss Danmark - Lisa Lents i spidsen, som har de danske rettigheder til Miss Universe.

## Historie
Titlen "Miss Universe" blev første gang brugt ved skønhedskonkurrencen International Pageant of Pulchritude, der blev afviklet i 1926. International Pageant of Pulchritude blev afviklet frem til 1936, hvor 30'ernes Depression bragte konkurrencen til ophør. Den oprindelige International Pageant har ikke forbindelse til den nuværende skønhedskonkurrence.
Den nuværende Miss Universe konkurrence blev grundlagt, da Yolande Betbeze, der i 1951 havde vundet skønhedskonkurrencen Miss America, nægtede at posere i badedragt for konkurrencens hovedsponsor Catalina Swimwear. Mærkets indehaver Pacific Mills trak sig herefter ud af Miss America og stiftede i stedet skønhedskonkurrencerne Miss USA and Miss Universe. Den første Miss Universe konkurrence, Miss Universe 1952, blev afholdt i Long Beach, Californien i 1952. Den første konkurrence blev vundet af Armi Kuusela fra Finland, der dog opgav sin titel, uofficielt for at blive gift kort inden året var omme. Frem til 1958 var titlen som Miss Universe gældende for året efter konkurrencen, så frk. Kuuselas titel var gældende som Miss Universe 1953.
Skønhedskonkurrencen blev sendt i tv første gang i 1955. Tv-netværket CBS begyndte at transmittere skønhedskonkurrencerne Miss USA og Miss Universe fra 1960 og hver for sig fra 1965. NBC overtog i 2003 tv-rettighederne, men trak sig i 2015 efter Donald Trump kom med kritiske udtalelser i forbindelse med sit præsidentkandidatur. FOX overtog i efteråret 2015 rettighederne til live transmissionen, der i 2015 blev afholdt på Planet Hollywood, Las Vegas, den 20. december.,

## Vindere
Amerikanske kvinder har vundet titlen 8 gange, hvilket gør USA til den mest vindende nation. I Norden var Finland de første til at vinde i 1952 (året konkurrencen startede), med Armi Kuusela. Finland vandt igen i 1975 med Anne Marie Pohtamo. Sverige er det land i Norden, som har vundet flest gange. Hele tre gange har Sverige vundet konkurrence. Første gang i 1955 med Hillevi Rombin, igen i 1966 med Magareta Arvidsson og senest i 1984 med Yvonne Ryding. Norge var det sidste Nordiske land til at vinde i 1990 med Mona Grudt.
Victoria Kjær Theilvig vandt, som første dansker, titlen i 2024. Inden da var det bedste danske resultat ved Miss Universe 1963, hvor Aino Korva opnåede en andenplads.

### Vindere fordelt efter lande
| Land               | Vinderår                                       |
| ------------------ | ---------------------------------------------- |
| USA                | 1954, 1956, 1960, 1967, 1980, 1995, 1997, 2012 |
| VEN                | 1979, 1981, 1986, 1996, 2008, 2009, 2013       |
| PUR                | 1970, 1985, 1993, 2001, 2006                   |
| SWE                | 1955, 1966, 1984                               |
| PHI                | 1969, 1973, 2015                               |
| FRA                | 1953, 2016                                     |
| COL                | 1958, 2014                                     |
| MEX                | 1991, 2010                                     |
| JPN                | 1959, 2007                                     |
| CAN                | 1982, 2005                                     |
| AUS                | 1972, 2004                                     |
| IND                | 1994, 2000                                     |
| Trinidad og Tobago | 1977, 1998                                     |
| THA                | 1965, 1988                                     |
| FIN                | 1952, 1975                                     |
| BRA                | 1963, 1968                                     |
| DEN                | 2024                                           |
| ANG                | 2011                                           |
| DOM                | 2003                                           |
| PAN                | 2002                                           |
| BOT                | 1999                                           |
| NAM                | 1992                                           |
| NOR                | 1990                                           |
| NED                | 1989                                           |
| CHL                | 1987                                           |
| NZL                | 1983                                           |
| ZAF                | 1978                                           |
| ISR                | 1976                                           |
| ESP                | 1974                                           |
| LBN                | 1971                                           |
| GRE                | 1964                                           |
| ARG                | 1962                                           |
| GER                | 1961                                           |
| PER                | 1957                                           |

Source:

### Galleri med billeder af vindere
- Miss Universe 2016
Iris Mittenaere (en), Frankrig[7]
- Miss Universe 2015
Pia Wurtzbach, Filippinerne
- Miss Universe 2014
Paulina Vega, Colombia
- Miss Universe 2013
Gabriela Isler, Venezuela
- Miss Universe 2012
Olivia Culpo, USA
- Miss Universe 2011
Leila Lopes, Angola
- Miss Universe 2010
Ximena Navarrete,
Mexico
- Miss Universe 2009
Stefanía Fernández, Venezuela
- Miss Universe 2008
Dayana Mendoza, Venezuela
- Miss Universe 2007
Riyo Mori, Japan
- Miss Universe 2006
Zuleyka Rivera, Puerto Rico
- Miss Universe 2005
Natalie Glebova, Canada
- Miss Universe 2004
Jennifer Hawkins, Australien
- Miss Universe 2003
Amelia Vega, Dominikanske Republik
- Miss Universe 2002
Justine Pasek, Panama
- Miss Universe 2000
Lara Dutta, Indien
- Miss Universe 1997
Brook Lee, USA
- Miss Universe 1994
Sushmita Sen, Indien
- Miss Universe 1952
Armi Kuusela, Finland

## Rekorder

### Alder
- Ældste vinder var amerikaneren Brook Lee, der i 1997 blev kronet som Miss Universe i en alder af 26 år og 126 dage.
- Yngste vinder var finnen Armi Kuusela, der blev den første og fortsat yngste vinder, da hun den 28. juni 1952 blev kronet som Miss universe i en alder af 17 år og 303 dage.

### Højde
- Amelia Vega (2003) fra den Dominikanske republik er med 185,5 den højeste vinder af konkurrencen.
- To vindere (colombianske Luz Marina Zuluaga (1958) og thailandske Apasra Hongsakula (1965) var 162,5 cm , hvilket er det laveste vinder.

## Eksterne links
- Wikimedia Commons har flere filer relateret til Miss Universe
- Officielt website
- Officielt dansk website Arkiveret 16. marts 2015 hos  hos Archive.is